# خولیسبورگ (کلرادو)
خولیسبورگ (به انگلیسی: Julesburg) شهری در ایالت کلرادو کشور ایالات متحده آمریکا است که جمعیت آن در سرشماری سال ۲۰۱۰ میلادی، ۱٬۲۲۵ نفر بوده‌است.